# Кузнецов, Иван Максимович
Иван Максимович Кузнецов — советский хозяйственный, государственный и политический деятель.

## Биография
Родился 5 сентября 1928 года на станции Ярыженская Бударинского района Волгоградской области. В 1946 г. поступил на учёбу в Саратовский автодорожный институт. После завершения учёбы с 1951 г. работал старшим инженером-технологом на Государственном подшипниковом заводе имени В. В. Куйбышева в городе Куйбышеве. В 1952 г. назначен заместителем начальника, а через три года – начальником цеха. Совмещал работу с общественно-политической деятельностью. В марте 1959 г. избран секретарём партийного комитета завода. В 1961 г. – первый секретарь Советского райкома КПСС г. Куйбышева. В 1963 г. направлен на учёбу в Высшую партийную школу при ЦК КПСС. В 1966 г. переведен в аппарат Куйбышевского обкома КПСС, где сначала работает заместителем заведующего, а затем – заведующим отделом организационно-партийной работы. В 1969 г. утвержден инструктором отдела организационно-партийной работы ЦК КПСС. В июле 1972 г. избран вторым, а в июле 1977 г. – первым секретарем Ульяновского обкома КПСС.
Избирался депутатом Верховного Совета РСФСР 9-го, Верховного Совета СССР 10-го созыва.
Скончался  28 января 2000 г., похоронен в г. Москве .